# غللر محمد حسن
غللر محمد حسن هي قرية في مقاطعة مشكين شهر، إيران. يقدر عدد سكانها بـ 324 نسمة بحسب إحصاء 2016.